# Syzygium utilis
Syzygium utilis là một loài thực vật thuộc họ Myrtaceae. Đây là loài đặc hữu của Ấn Độ.